# Ruellia linearibracteolata
Ruellia linearibracteolata är en akantusväxtart som beskrevs av Gustav Lindau. Ruellia linearibracteolata ingår i släktet Ruellia och familjen akantusväxter. Inga underarter finns listade i Catalogue of Life.